# پاتریسیا کنده
پاتریسیا کُنده (اسپانیایی: Patricia Conde‎؛ تلفظ اسپانیایی: [paˈtɾiθja konde]؛ زادهٔ ۵ اکتبر ۱۹۷۹) بازیگر، مجری تلویزیون، کمدین و مدل اهل اسپانیا است. وی از سال ۱۹۹۹ میلادی تاکنون مشغول فعالیت بوده‌است.
از فیلم‌ها یا مجموعه‌های تلویزیونی که وی در آن‌ها نقش داشته است می‌توان به «پاچو، سگ میلیونر» (۲۰۱۴) اشاره نمود.
در ۳۰ ژوئن ۲۰۱۲، او با کارلوس سگوی، تاجر اهل مایورکا، ازدواج کرد. در ۱۶ مه ۲۰۱۳، او اولین فرزندش، لوکاس، را به دنیا آورد. در ۷ فوریه ۲۰۱۴، طلاق این زوج اعلام شد. علاوه بر این، او روابط عاشقانه‌ای با کارلوس مویا، بازیکن تنیس (۲۰۰۰–۲۰۰۳)، دنی مارتین، خواننده (۲۰۰۷–۲۰۰۹)، و ارنستو سبیا، بازیگر (۲۰۱۵–۲۰۱۶) داشته است.